# Escola Pia de Terrassa
L'Escola Pia (també coneguda com les Escoles Pies i, popularment, com els Escolapis o Can Colapi) és un centre d'ensenyament del centre de Terrassa, situat al carrer del Col·legi, l'edifici del qual és protegit com a bé cultural d'interès local. Pertany a la congregació religiosa dels escolapis i s'hi imparteixen cursos de nivell infantil, primari i secundari, batxillerat i formació professional.

## L'edifici
És una construcció aïllada, de planta originàriament rectangular, de 64,5 x 57,5 metres. Amb pati interior, consta de planta baixa i dos pisos, de 18,4 metres d'alçada en conjunt. Actualment molt transformada, la planta és en forma de U, amb els afegits posteriors al projecte original, del qual en resta la façana principal, a llevant, i la nau lateral septentrional, flanquejada per una torre de cinc plantes.

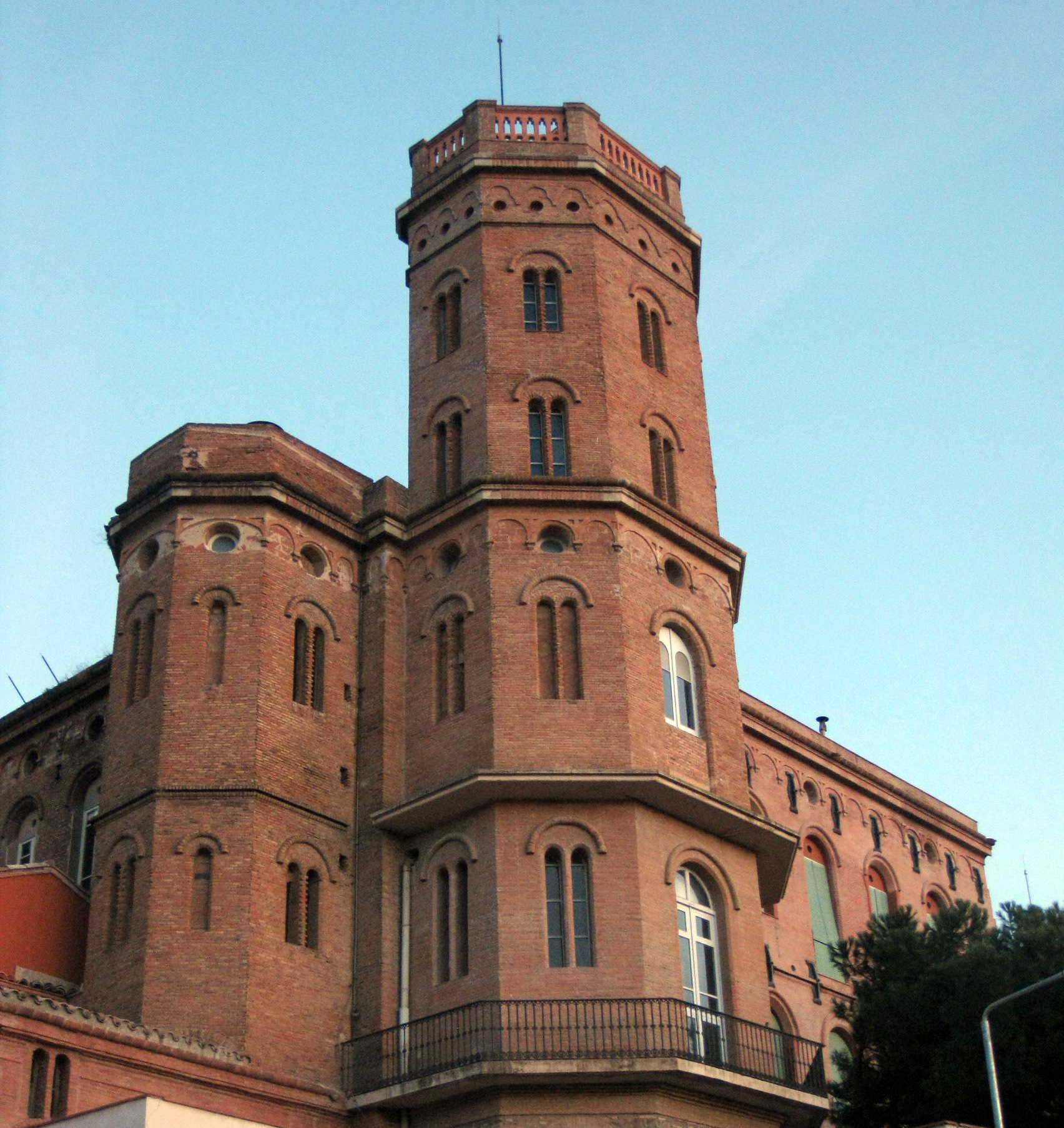
Vista de la torre de l'edifici

Va ser construït dalt del turó de l'Argila per al Reial Col·legi Terrassenc, segons un projecte de 1860 de l'arquitecte Francesc Daniel Molina i Casamajó, l'autor de la plaça Reial barcelonina. Es va inaugurar el setembre de 1864, sota la direcció del mestre d'obres terrassenc Pere Comerma i Rodó. Seguia el llenguatge historicista de l'època i l'estil neoromànic, inspirat en l'edifici de la Universitat de Barcelona d'Elies Rogent. A la façana principal hi destaca un escut flanquejat per dos lleons, col·locat el 1889 quan la reina regent li va atorgar al col·legi el títol de «reial» Maria Cristina; el disseny de l'escut es diu que és degut a l'escultor Josep Llimona.
Amb la nova destinació de l'edifici com a escola dels escolapis l'edifici original va patir una gran transformació. L'afegitó de l'ala sud és de mitjan segle XX i allotja la nova capella, inaugurada el 7 de juny del 1952 i coneguda aleshores com el Templo de los Niños, obra de Josep Pratmarsó, aleshores arquitecte municipal. De tres naus, conté mosaics de Santiago Padrós a l'absis, antic alumne de l'escola; actualment la capella fa funcions també de sala d'actes o teatre.

## Història de l'Escola Pia a Terrassa

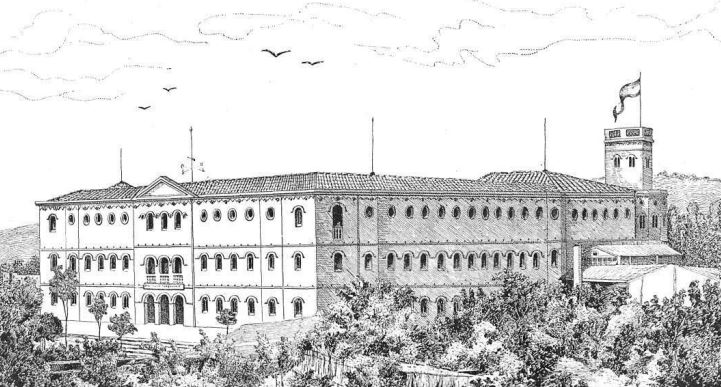
Reial Col·legi Terrassenc el 1892

L'Ajuntament i una representació de la classe benestant terrassenca van nomenar una comissió el 15 de març de 1858 per promoure l'establiment d'un col·legi de primer i segon ensenyament a càrrec de l'Escola Pia, ja que, segons deien, era inconcebible que «una població de la seva importància social, industrial i política romangués totalment privada de l'ensenyament secundari»; així, es pretenia «difondre entre els seus residents la il·lustració científica, que és l'ànima del progrés i el distintiu del nostre segle». La fundació de l'Escola Pia fou concedida mitjançant una Reial Ordre del 29 de novembre de 1859, principalment gràcies a les intenses gestions de Joaquim Maria de Paz, diputat a Corts pel districte de Terrassa.
Els escolapis van començar les classes el setembre de 1864 a l'antic convent de Sant Francesc del Passeig, que arran de l'exclaustració del 1835 havia passat a mans de l'Ajuntament; s'hi feia primer i segon ensenyament, amb alumnes masculins interns i externs. Amb la Revolució de Setembre de 1868, l'Ajuntament va passar a ser gestionat per una Junta revolucionària i els escolapis van abandonar la ciutat.

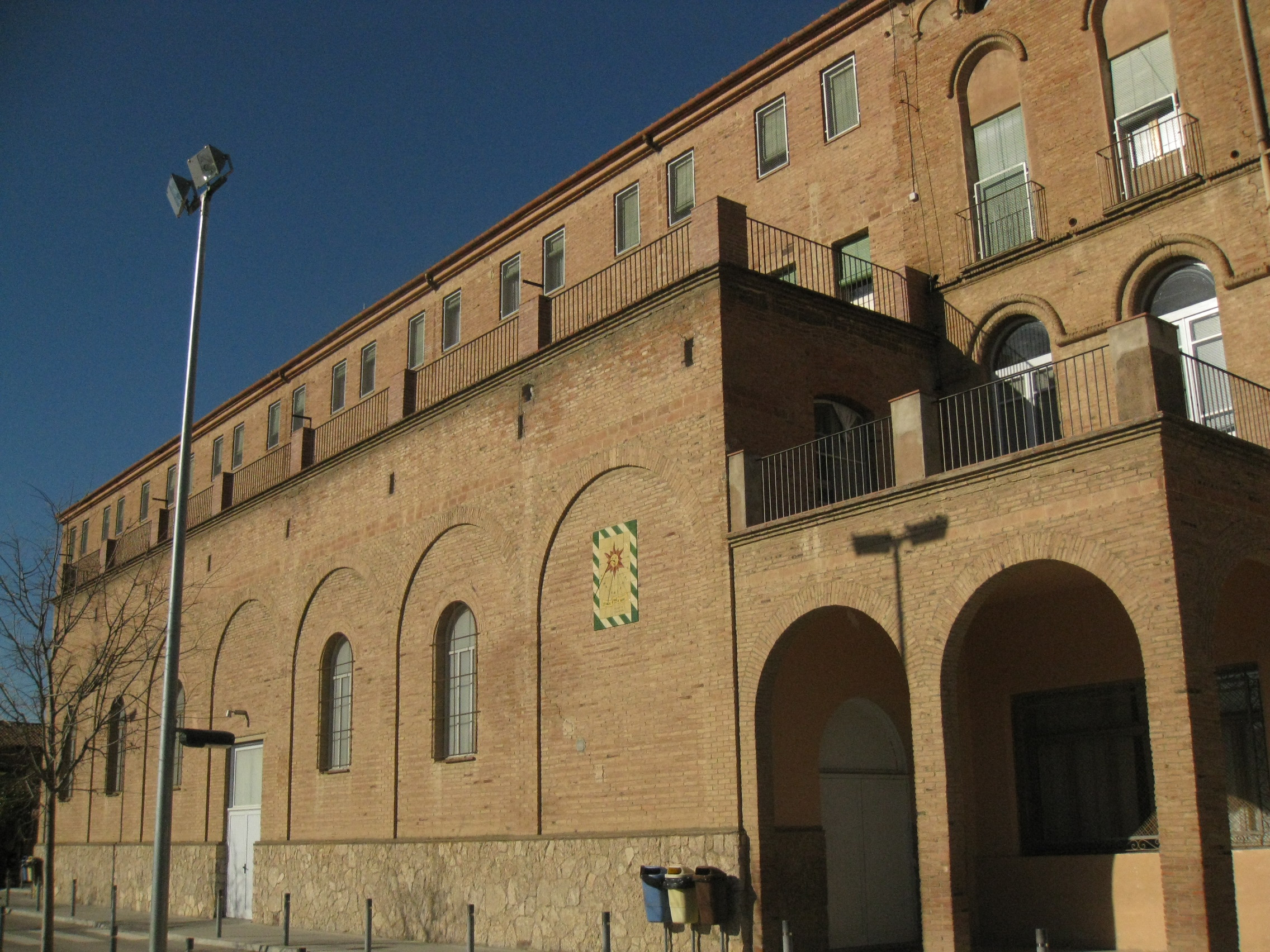
Vista de l'ala sud, afegida als anys cinquanta

El 1901, a instàncies de l'alcalde Josep Ventalló i del prohom Alfons Sala, els escolapis tornen i compren l'edifici del carrer del Col·legi, que havia estat la seu fins al curs anterior del Reial Col·legi Terrassenc. La nova escola també acollia alumnes interns i externs i s'hi impartien primer i segon ensenyament, i més endavant estudis de comerç; s'hi formaven també els futurs nous escolapis. El 1910, els estudis infantils es fan a la sucursal del carrer de Joaquim de Paz. Entre 1936 i 1939, 15 escolapis són assassinats i l'escola és confiscada per l'Ajuntament, que la dedica a usos diversos (menjadors populars, caserna de l'exèrcit, allotjament de l'escorta de Manuel Azaña); en acabat de la guerra, tornen els escolapis a fer-se'n càrrec i el 1940 hi comencen els estudis de batxillerat. L'any 1958, sota el rectorat del pare Trenchs, es fan importants reformes a l'edifici i canvis en l'organització de l'escola, més oberta al conjunt de la societat. La introducció del BUP el 1976 comporta també l'inici de l'ensenyament mixt per a nois i noies. L'any 1978, al parvulari, comença també l'ensenyament mixt; així mateix, s'implanta el català com a primera llengua d'aprenentatge, avançant-se a la llei. El 1982 s'hi fan estudis de formació professional d'electrònica i mecànica, i el 1985 esdevé centre experimental de la nova reforma educativa de secundària.
El 4 d'abril de 1984, l'escola va rebre la Medalla d'Or de la ciutat «pels serveis prestats en benefici de la joventut terrassenca». La distinció va ser lliurada per l'alcalde Manuel Royes al provincial de l'orde Josep Maria Balcells. L'any 2000, la Generalitat de Catalunya li concedeix el premi Baldiri Reixac de la Fundació Jaume I «per la seva tasca en la promoció de l'educació i la cultura catalanes».